# Flusso compressibile
Un problema fluidodinamico viene detto di flusso comprimibile quando le variazioni di densità del fluido hanno effetti "apprezzabili" sulla soluzione. La densità non può quindi essere considerata costante.
Tutti i fluidi sono in generale comprimibili, ma per semplicità, nei moti a bassa velocità (convenzionalmente, fino a circa 0,3 Mach), ed in generale nei liquidi, il fluido può essere considerato incomprimibile. Lo studio del flusso comprimibile è rilevante per gli aerei ad alta velocità, i motori a reazione, i motori a razzo, l'ingresso ad alta velocità nell'atmosfera planetaria, i gasdotti, le applicazioni commerciali come la sabbiatura e molti altri settori.